# Apollo Korzeniowski
Apollo Korzeniowski (21 de febrero de 1820-23 de mayo de 1869) fue un poeta, dramaturgo, traductor y activista político clandestino polaco. Fue el padre del novelista polaco-inglés Joseph Conrad.

## Biografía
Apollo Korzeniowski nació el 21 de febrero de 1820 en la localidad rusa de Honoratka, actualmente parte del óblast de Vínnitsa, en Ucrania. Fue el hijo de Teodor Korzeniowski, un noble venido a menos que se ganaba la vida arrendando propiedades, y Julia, de apellido de soltera Dyakiewicz.
Tras completar la educación secundaria en Żytomierz, Apollo estudió derecho y orientalística en la Universidad de San Petersburgo. Posteriormente, regresó a Ucrania, donde trabajó como gestor de inmuebles en la localidad podolia de Łuczyniec.
En 1854, durante la guerra de Crimea, Apollo participó en la organización de un alzamiento polaco en Ucrania, en la retaguardia de los ejércitos rusos que combatían en Crimea. La intentona se quedó en nada debido a la renuencia británica y francesa a comprometerse con la causa polaca.
En abril de 1856, Apollo se casó con Ewa Bobrowska, hermana de Tadeusz Bobrowski y Stefan Bobrowski. Junto con su suegra, Apollo arrendó el pueblo de Derebczynka. El 3 de diciembre de 1857, los Korzeniowski vieron nacer a su único hijo, Józef Teodor Konrad Korzeniowski, quien sería conocido por su familia polaca y sus amigos como Konrad, pero que también adquiriría una gran relevancia como novelista en lengua inglesa como Joseph Conrad.
A principios de 1859, tras perder toda su fortuna en el arrendamiento, los Korzeniowski se mudaron permanentemente a Żytomierz, donde Apollo trabajó por un tiempo de secretario para una asociación de publicación y venta de libros y se incorporó a la junta directiva de un teatro polaco.
Los años de Korzeniowski en Łuczyniec, Derebczynka y Żytomierz fueron los de mayor florecimiento de su creatividad literaria. Si primera obra de relevancia fue un ciclo manuscrito de poemas religioso-patrióticos, Canciones del purgatorio (Czyśćcowe pieśni, 1849–54), que surgió bajo la clara —y nada afortunada— influencia de la poesía de Zygmunt Krasiński.
En 1854, Korzeniowski escribió su obra cumbre, el drama Comedia (Komedy), cuyas primeras partes están modeladas en la comedia de Aleksandr Griboyédov, El mal de la razón (Gore ot uma). En Comedy, Korzeniowski criticó con severidad a la nobleza polaca en Ucrania y la contrapuso a dos héroes: Henryk, un revolucionario conspirador, y el Secretario, un plebeyo acobardado que, a medida que se desarrolla la trama, se rebela contra su empleador. La publicación de la obra en 1855 (junto con un ciclo lírico, Estrofas sueltas/Strofy oderwane) fue un escándalo en la sociedad. No fue una sorpresa que Comedia, duramente tratada por los críticos, no llegara a los escenarios.
En 1858, Korzeniowski publicó un segundo drama, Por un buen centavo (Dla miłego grosza), que fue hasta cierto punto una continuación de Comedia. Esta obra contiene críticas a la adinerada nobleza polaca en Ucrania, que estaba mudando a modelos de gestión capitalistas; sin embargo, en esta ocasión el medio social objeto de crítica solo se contraponía a un viejo noble aferrado al sistema feudal.
Además de obras originales, Korzeniowski hizo traducciones. Entre otras, tradujo Chatterton, de Alfred de Vigny y varias obras de Víctor Hugo (Hernani, Marion de Lorme y partes de La Légende des siècles). También escribió mucha correspondencia a periódicos de Varsovia.
A caballo entre los años 1850 y 1960, Korzeniowski se volvió a comprometer en actividades sociopolíticas. En abril de 1861, en Żytomierz, participó en las deliberaciones entre delegados de la nobleza de las tres gubernias que comprendían la provincia del Rus, con el objetivo de crear , con la ayuda de las asociaciones agrícolas, de una organización polaca común para las provincias del Rus y de Lituania. Korzeniowski propuso enviar al zar una demanda de que las dos provincias se unieran administrativamente a la Polonia del Congreso.

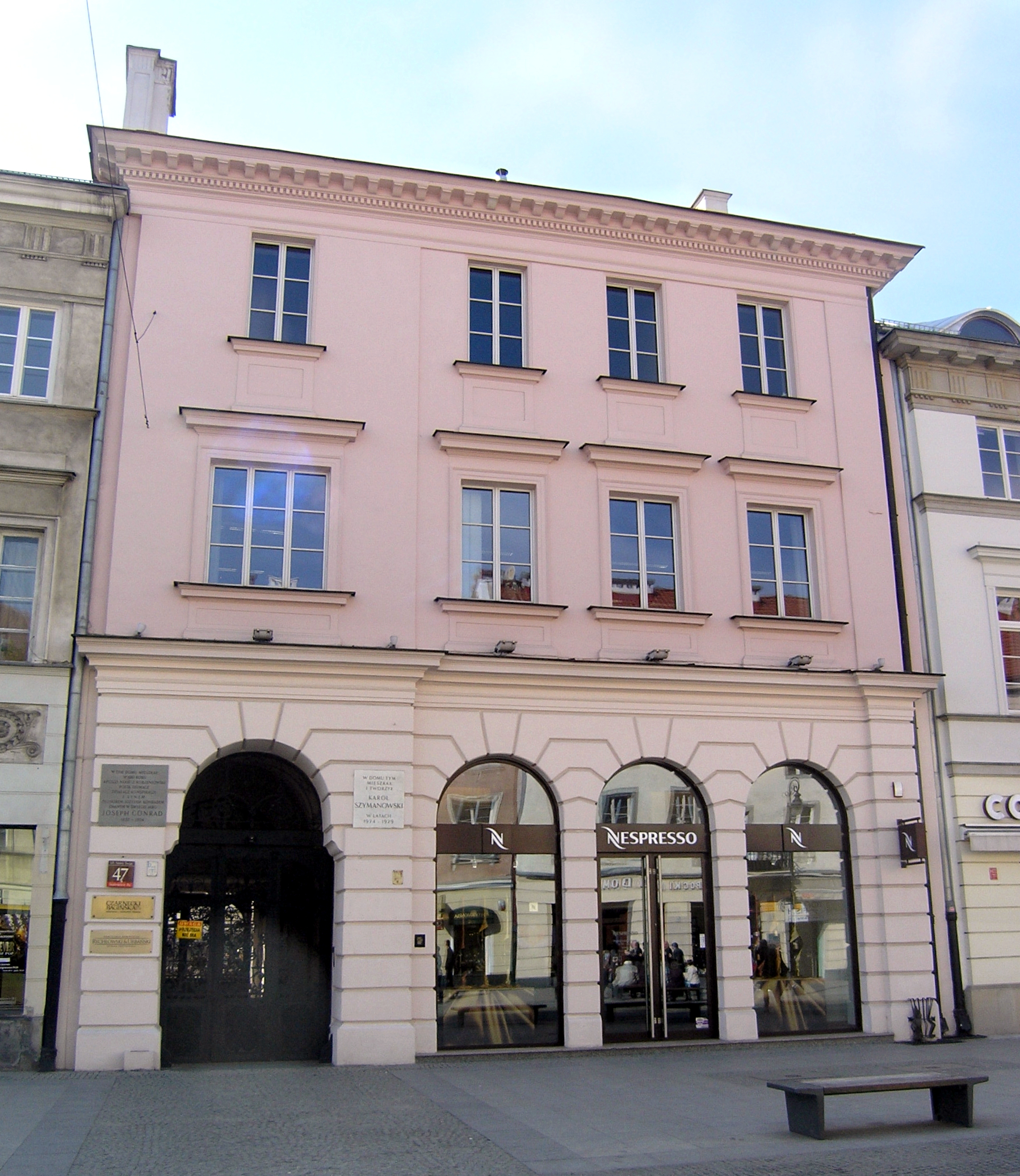
Nowy Świat 47, Varsovia, donde Apollo Korzeniowski vivió en 1861 con su mujer y su hijo de tres años Konrad (el futuro novelista Joseph Conrad). En frente del inmueble, un banco de la «Varsovia de Chopin».

En mayo de 1861, al enterarse de que se estaba desarrollando un movimiento patriótico en Varsovia, Korzeniowski se trasladó de Żytomierz a Varsovia. Allí, buscó poder publicar un Quincenal (Dwutygodnik) socioliterario radical. En un principio, se asoció con K. Majewski, pero se acabó distanciando de él debido a los contactos de Majewski con los «blancos». En su lugar, se acercó a grupos más radicales, especialmente a jóvenes de la Academia de Bellas Artes (Akademia Sztuk Pięknych) y al representante «rojo», Ignacy Chmieleński, quien encabezaría el Gobierno Nacional (Rząd Narodowy) durante el Levantamiento de Enero de 1863.
Korzeniowski se convirtió en un prominente organizador de manifestaciones políticas. Contribuyó a organizar las celebraciones del aniversario de la Unión de Lublin, fue organizador de una manifestación relacionada con el funeral del arzobispo A. Fijałkowski y fue el principal instigador de las celebraciones del aniversario de la Unión de Horodło. También trabajó en la organización de un boicot de las elecciones municipales cuyo inicio estaba previsto en Varsovia el 23 de septiembre de 1861. Aunque esta iniciativa fracasó y se declaró la ley marcial en la Poloniadel Congreso, Korzeniowski fue uno de los principales responsables de la formación el 17 de octubre de 1861 de un Comité Municipal (Komitet Miejski), la máxima autoridad de la conspiración «roja».

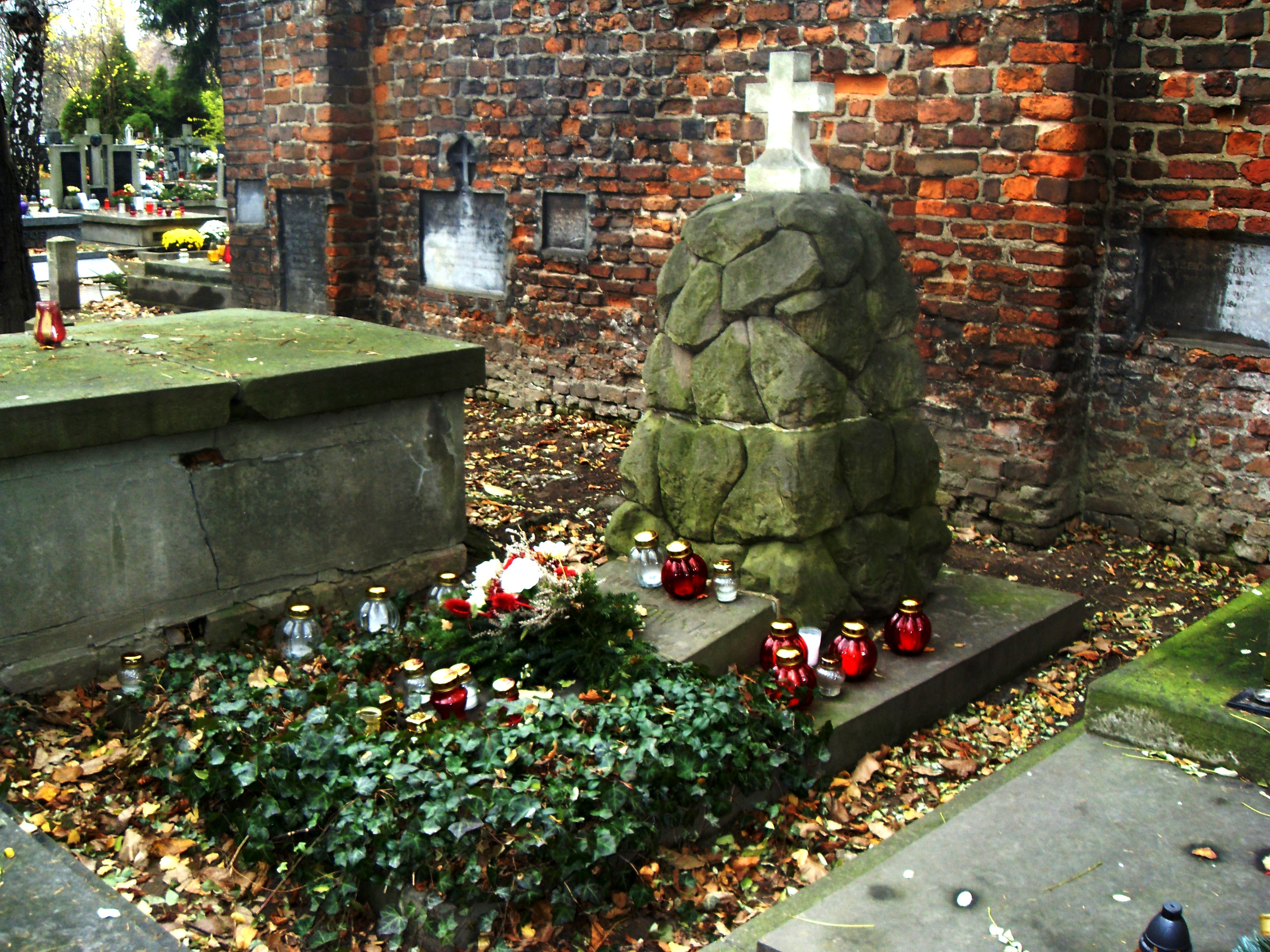
Tumba de Korzeniowski, en el Cementerio Rakowicki de Cracovia.

La noche del 20 al 21 de octubre de 1861, Korzeniowski fue detenido y encerrado en el infausto Décimo Pabellón de la Ciudadela de Varsovia. En mayo de 1862, una corte marcial lo condenó al exilio en Vólogda; un año después, se le conmutó la pena a Chernígov.
En el exilio, Korzeniowski retomó su obra literaria. Escribió una memoria sobre Polonia y Moscovia (Polska i Moskwa, publicado en un periódico en 1864); un fragmento de una obra, Sin rescate (Bez ratunku) y un Estudio sobre el drama en las obras de Shakespeare (Studia nad dramatycznością w utworach Szekspira). También tradujo Tiempos difíciles de Charles Dickens y La comedia de las equivocaciones de Shakespeare.
En Chernígov, en 1865, su mujer Ewa murió de tuberculosis. A finales de 1867, debido a la mala salud de Apollo Korzeniowski (por tuberculosis y enfermedad cardiovascular), fue liberado del exilio y se le permitió salir de Rusia. A principios de 1868, fue con su hijo Konrad a Leópolis, en la Polonia ocupada por Austria. Un año después, se mudaron a Cracovia, también en la Polonia ocupada por Austria, donde Apollo pudo trabajar en el diario democrático Kraj (Patria), recientemente fundado.
El 23 de mayo de 1869, Korzeniowski murió en Cracovia. Fue enterrado en el Cementerio Rakowicki. Sobre su tumba se encuentra un monumento obra del escultor Walery Gadomski.

## Legado
Durante muchos años, Apollo Korzeniowski fue recordado solo por ser el padre del novelista en lengua inglesa Joseph Conrad. Solo con el espectacular estreno mundial de Comedia en Breslavia en 1952, casi un siglo después de que escribiera la obra en 1854, Korzeniowski obtuvo entidad propia como personalidad literaria y hombre de acción.
Unas dos semanas antes de morir, Korzeniowski supervisó la quema de todos los manuscritos suyos que tenía en su poder. Sin embargo, unos pocos manuscritos y una serie de cartas escritas a sus mejores amigos antes y durante su exilio sobrevivieron a la quema, en poder de otras personas.